# Vavrinec
Vavrinec é um município da Eslováquia, situado no distrito de Vranov nad Topľou, na região de Prešov. Tem 5,45 km² de área e sua população em 2018 foi estimada em 57 habitantes.

## Demografia
| Ano:        | 1994 | 2004    | 2014   | 2024   |
| ----------- | ---- | ------- | ------ | ------ |
| Broj ljudi: | 81   | 63      | 60     | 59     |
| Razlika:    |      | -22,22% | -4,76% | -1,66% |

| Ano:               | 2023 | 2024   |
| ------------------ | ---- | ------ |
| Número de pessoas: | 61   | 59     |
| Diferença:         |      | -3,27% |